# 분산 컴포넌트 오브젝트 모델
분산 컴포넌트 오브젝트 모델(Distributed Component Object Model, DCOM)은 네트워크 컴퓨터 사이에 분산된 소프트웨어 컴포넌트 간 통신을 위한 마이크로소프트의 사유 기술이다.
최초의 COM 기술은 동종 시스템에서만 가능했다. 다른 종류의 시스템에서의 프로세스 간 상호작용이 필요하여 생겨난 것이 바로 이 기술이다.

## 같이 보기
- 액티브X
- 닷넷 리모팅